# Thinking Plague
I Thinking Plague sono un gruppo rock progressivo statunitense fondato nel 1982 dal chitarrista Mike Johnson e dal batterista Bob Drake. Con sede a Denver, in Colorado, la band è stata attiva dal 1982, assumendo diversi musicisti nel corso degli anni.
Hanno realizzato sette album in studio tra il 1984 e il 2017 e hanno pubblicato un album dal vivo registrato al NEARfest nel 2000.
La loro musica è un mix di rock, folk, jazz e musica classica del XX secolo.
Sebbene non siano mai stati direttamente correlati al Rock in Opposition (RIO), il loro suono è stato fortemente influenzato da questo movimento, in particolare da Henry Cow e Art Bears. Nonostante l'antipatia di Johnson per il termine, la band è stata spesso classificata come una band "RIO".